# Estado Libre de Antioquia
El Estado Libre de Antioquia, denominado también en varios documentos oficiales como Estado Libre e Independiente de Antioquia  fue un estado federado de las Provincias Unidas de Nueva Granada que existió entre los años 1811 y 1816 en el territorio que actualmente corresponde al departamento de Antioquia en la actual Colombia. Comprendía el territorio de la provincia neogranadina homónima de 1810.

## Precedentes
La Junta de Antioquia se instala el 30 de agosto de 1810 con los representantes de los cabildos de Santa Fe de Antioquia, Medellín, Marinilla y Rionegro. La junta aboga por un régimen federal leal a Fernando VII con el gobernador Francisco de Ayala como presidente (1 de septiembre de 1810).
La primera Asamblea Constituyente del Estado Libre de Antioquia se reunió el 27 de junio de 1811 y expidió la primera constitución del estado, que daba el voto a los varones libres que fueran padres de familia, vivieran de sus rentas o sus trabajos, y no dependieran de otros. Esta constitución convertía a la antigua Provincia en una república soberana e independiente (desde 1813) pero dejaba la puerta abierta a un futuro reconocimiento de Fernando VII. Sin embargo esta no sería la única constitución del Estado de Antioquia, ya que se redactan nuevas constituciones el 21 de marzo de 1812, el 8 de marzo de 1814 y el 10 de julio de 1815.
El 21 de marzo de 1812 las provincias de Citará y Nóvita se unen en una sola provincia llamada El Chocó, y empiezan a negociar su unión a Antioquia, si bien las negociaciones no llegan a un acuerdo.

## Proclamación de la república

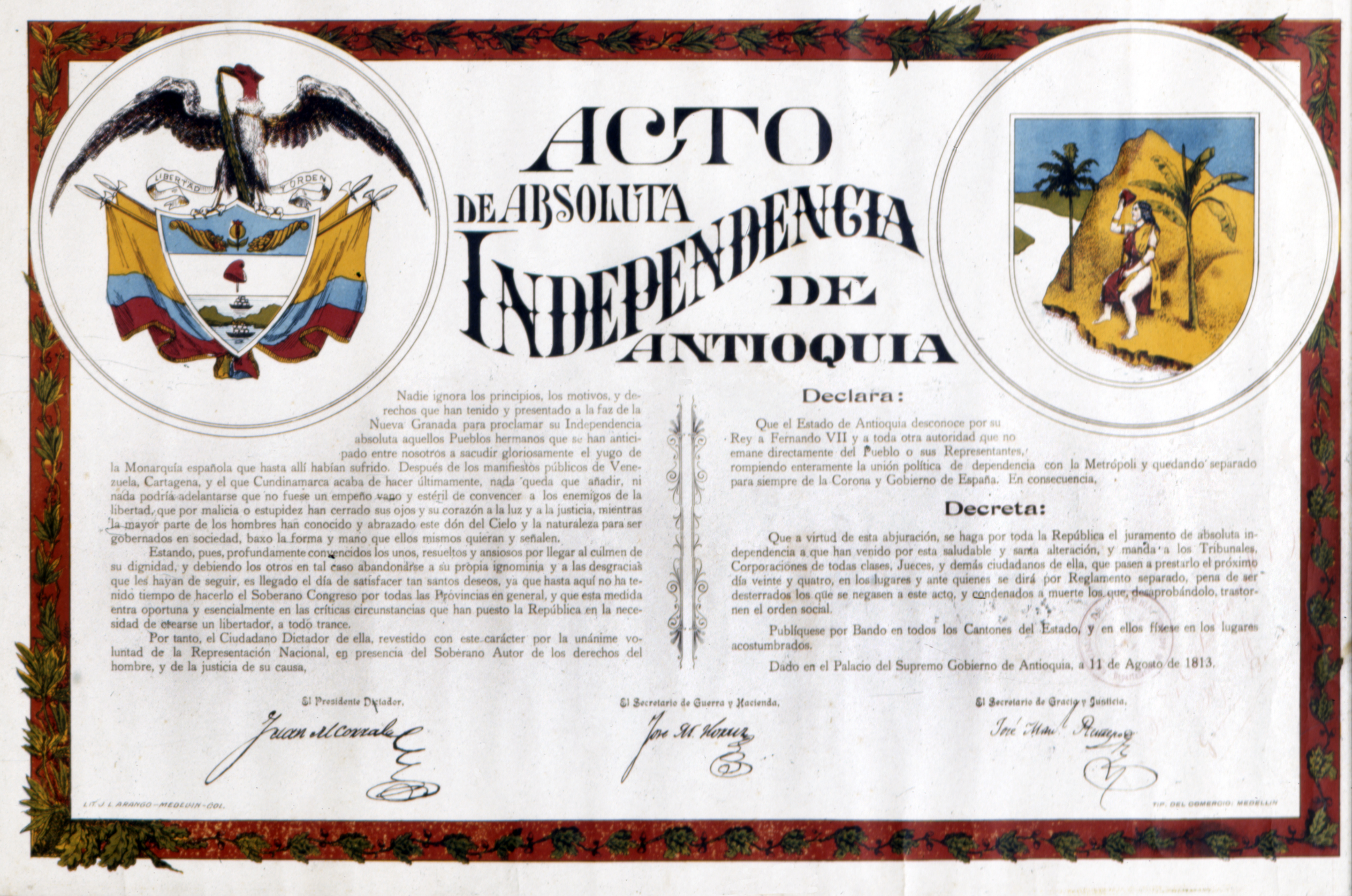
Acto de absoluta independencia de Antioquia (11 de agosto de 1813).

El 27 de noviembre de 1811 Antioquia se une a las Provincias Unidas de la Nueva Granada, que se constituye en la Primera República independiente de Colombia. El 7 de febrero de 1813 la ciudad de Rionegro declara su independencia, siendo así la primera ciudad de Antioquia y la tercera de Colombia en hacerlo. El 11 de agosto de 1813 Antioquia declara su absoluta separación de España y afirma como su capital a la ciudad de Santa Fe de Antioquia. Este municipio mantendría la condición de capital de la provincia de Antioquia hasta el 17 de abril de 1826, cuando se trasladó a Medellín.
Juan del Corral es designado presidente-dictador del Estado el 30 de julio de 1813 y reelegido el 5 de noviembre de 1813, en esta última ocasión traslada su sede desde Antioquia a Rionegro, con la oposición de la primera ciudad y de Medellín, que también quería ser capital. Del Corral muere en Rionegro el 7 de abril de 1814 y le sucede interinamente José Miguel de la Calle.

## Reconquista e independencia
Con la derrota de Napoleón en 1814 y el retorno al trono del rey Fernando VII, las autoridades españolas encabezadas por el mismo monarca decidieron enviar tropas a las Américas con el fin de reclamar de nuevo para España aquellos territorios que se habían proclamado independientes. Con estas acciones el Rey pasó por alto los esfuerzos de las provincias tanto de América como de la madre patria para mantener un gobierno estable en su ausencia y defendió así su derecho a gobernar con absolutismo.
El 18 de febrero de 1816 el español Sánchez Lima derrota a los antioqueños e ingresa a la ciudad de Antioquia. El 22 de marzo de 1816 los españoles vencen en Yolombó al ejército patriota y ocupan la ciudad de Medellín. el 5 de abril del mismo año el general Francisco Warleta asume el gobierno provincial en nombre de España.
Los españoles finalmente reconquistaron el resto de la provincia a finales de 1816, y lo hicieron sin encontrar mayor resistencia. Las ciudades se sometieron al rey, y la reconquista, en esta región, no vio las ejecuciones y las represalias sangrientas de otros lugares del país.
Derrotados los españoles en la Batalla de Boyacá, Simón Bolívar mandó al coronel José María Córdova a recuperar la provincia. Después de algunas escaramuzas sumadas a la importante batalla de Chorros Blancos, librada el 12 de febrero de 1820, se marcó el fin del dominio español en Antioquia.